# Reed Birney
Reed Birney (Alexandria, 11 september 1954) is een Amerikaans acteur die zowel in films, series als toneelstukken speelt.

## Biografie
Birney begon zijn acteercarrière met rollen in toneestukken. In 2016 won hij een Tony Award voor zijn rol in het toneelstuk The Humans.
Vanaf 1976 speelde hij ook diverse rollen in films en vanaf 1985 in televisieseries. Een bekende rol is die van Donald Blythe in House of Cards.

## Privé
Birney is getrouwd met actrice Constance Shulman en samen hebben ze twee kinderen.

## Filmografie

### Films
| Jaar | Film                         | Rol                | Opmerkingen |
| ---- | ---------------------------- | ------------------ | ----------- |
| 1976 | Not a Pretty Picture         | Fred               |             |
| 1981 | Four Friends                 | Louie              |             |
| 1985 | Crimewave                    | Vic Ajax           |             |
| 1988 | A Perfect Murder             | Merchant Prince    |             |
| 2003 | Uptown Girls                 | Executive          |             |
| 2007 | The Ten                      | Jim Stansel        |             |
| 2008 | Changeling                   | George Cryer       |             |
| 2010 | Twelve Thirty                | Martin             |             |
| 2010 | Morning Glory                | Governor Willis    |             |
| 2012 | Girl Most Likely             | Dr. Chalmers       |             |
| 2013 | Molly's Theory of Relativity | Asher              |             |
| 2013 | Adult World                  | Todd               |             |
| 2014 | In Your Eyes                 | Dr. Maynard        |             |
| 2015 | Jackrabbit                   | Paul Bateson       |             |
| 2015 | Mad Women                    | Richard            |             |
| 2020 | The Forty-Year-Old Version   | J. Whitman         |             |
| 2020 | Lost Girls                   | Peter Hackett      |             |
| 2020 | The Hunt                     | Pop                |             |
| 2021 | Strawberry Mansion           | Peter Bloom        |             |
| 2021 | Mass                         | Richard            |             |
| 2022 | Baby Ruby                    | Dr. Rosenbaum      |             |
| 2022 | The Menu                     | Richard Liebbrandt |             |

### Televisie
| Jaar      | Film                            | Rol                | Afleveringen* |
| --------- | ------------------------------- | ------------------ | ------------- |
| 1985      | Kane & Abel                     | Matthew Lester     | 2             |
| 1994      | Another World                   | Walter Trask       | 3             |
| 2007–2009 | Gossip Girl                     | Mr. Prescott       | 4             |
| 2009      | Kings                           | Minister Forsythe  | 5             |
| 2010      | My Generation                   | Michael Foster     | 2             |
| 2013–2017 | House of Cards                  | Donald Blythe      | 17            |
| 2014–2015 | The Blacklist                   | Tom Connolly       | 9             |
| 2015      | American Odyssey                | Senator Darnell    | 3             |
| 2018      | The Americans                   | Patrick McCleesh   | 2             |
| 2018      | Titans                          | Dr. Adamson        | 5             |
| 2020–2021 | Home Before Dark                | Sylvester Lisko    | 18            |
| 2024      | American Horror Story: Delicate | Dexter Harding Sr. | 4             |

* Exclusief eenmalige gastrollen